# Les Magnils-Reigniers
Les Magnils-Reigniers är en kommun i departementet Vendée i regionen Pays de la Loire i västra Frankrike. Kommunen ligger i kantonen Luçon som tillhör arrondissementet Fontenay-le-Comte. År 2022 hade Les Magnils-Reigniers 1 461 invånare.

## Befolkningsutveckling
Antalet invånare i kommunen Les Magnils-Reigniers
| Referens: INSEE |